# Anodonthyla hutchisoni
Anodonthyla hutchisoni es una especie  de anfibios de la familia Microhylidae.

## Distribución geográfica
Es  endémica de Madagascar. Recientemente descubierto, esta especie sólo se registró en la costa oeste de la península de Masoala entre 10 y 780 m de altura. Un espécimen proveniente de la isla de Nosy Mangabe podría ser de esta especie o pertenecer a la especie Anodonthyla boulengerii.